# Фріц Баєрляйн
Фріц Баєрляйн (нім. Fritz Bayerlein; нар. 14 січня 1899, Вюрцбург — пом. 30 січня 1970, Вюрцбург) — німецький воєначальник часів Третього Рейху, генерал-лейтенант (1944) Вермахту. Один з 160 кавалерів Лицарського хреста з Дубовим листям та мечами (1944).

## Біографія
Поступив на військову службу в червні 1917 року. На фронті з травня 1918 року.  У квітні-травні 1919 року воював в добровольчому батальйоні «Дітмар». Продовжив службу в рейхсвері. З квітня 1939 року— начальник оперативного відділу штабу 10-ї танкової дивізії.
Учасник Польської і Французької кампанії, під час останньої — начальник оперативного відділу штабу 19-го армійського корпусу, потім начальник оперативного відділу штабу танкової групи «Гудеріан». 
З 22 червня по 30 серпня 1941 року брав участь в німецько-радянській війні. З жовтня 1941 року — начальник штабу корпусу «Африка». 
З березня 1943 року — генерал-майор, начальник штабу 1-ї італійської армії (в Африці). На початку травня Баєрляйн через хворобу евакуйований до Італії, 12 травня 1943 німецькі та італійські війська в Африці (близько 250 тисяч солдатів і офіцерів) здалися в полон американцям і британцям. 
З жовтня 1943 року — командир 3-ї танкової дивізії (на Дніпрі, в районі Києва).
З січня 1944 року — командир танкової навчальної дивізії, сформованої з курсантів танкових училищ, у Франції. Учасник боїв у Нормандії і наступу в Арденнах.
Наприкінці березня 1945 року Баєрляйн призначений командувачем 53-м армійським корпусом. 15 квітня 1945 корпус, як і інші частини групи армій «B», був узятий в полон американцями в Рурському котлі.
Звільнений з полону в 1947 році. Писав статті та книги з історії Другої світової війни.

## Нагороди
Військова кар'єра
- 5 червня 1917 — фанен-юнкер
- 13 вересня 1918 — фанен-юнкер-унтер-офіцер
- 24 липня 1919 — фенрих
- 1 січня 1922 — лейтенант
- 1 січня 1927 — обер-лейтенант
- 1 березня 1934 — гауптман
- 31 серпня 1938 — майор
- 1 вересня 1940 — оберст-лейтенант
- 1 квітня 1942 — оберст
- 1 березня 1943 — генерал-майор
- 1 травня 1944 — генерал-лейтенант

- Залізний хрест 2-го класу (30 серпня 1918)
- Нагрудний знак «За поранення» в чорному (31 серпня 1918)
- Почесний хрест ветерана війни з мечами
- Медаль «За вислугу років у Вермахті» 4-го, 3-го і 2-го класу (18 років)
- Застібка до Залізного хреста 2-го класу
- Залізний хрест 1-го класу
- Нагрудний знак «За танкову атаку»
- Лицарський хрест Залізного хреста з дубовим листям і мечами
  - лицарський хрест (26 грудня 1941)
  - дубове листя (№258; 6 червня 1943)
  - мечі (№81; 20 липня 1944)
- Німецький хрест в золоті (23 жовтня 1943)
- Срібна медаль «За військову доблесть» (Італія)
- Савойський військовий орден, лицарський хрест (Італія)
- Медаль «За італо-німецьку кампанію в Африці» (Італія)
- Нарукавна стрічка «Африка»
- Нагрудний знак «За поранення» в сріблі
- Двічі відзначений у Вермахтберіхт (11 січня і 26 червня 1944)
- Почесна застібка на орденську стрічку для Сухопутних військ (5 березня 1945)